# حي السلم
حي السلم هي منطقة تجمع شعبي كبير في ضواحي بيروت، وتتبع إداريًا لمدينة الشويفات، التي تهمل هذه المنطقة بشكل كلّي، سكانها هم من اللبنانيين القادمين من بعلبك الهرمل والبقاع الغربي وجنوب لبنان، إضافة إلى عشرات الآلاف من النازحين السوريين.

## المساحة والسكان
تعدّ منطقة حي السلم من أفقر المناطق في بيروت وعلى ساحل البحر المتوسط وتصل نسبة البطالة فيها إلى عدد كبير. تقدّر مساحة حي السلم بنحو 2,7 كلم مربع.
تتفاوت الأرقام المتعلّقة بعدد سكّان حي السلم بسبب غياب أي دراسة إحصائية تعطي أرقامًا دقيقة عن هذه المسألة، فقد راوحت التقديرات لدى البعض بين 150 ألف و200 ألف نسمة، لتصل لدى البعض الآخر إلى 300 ألف نسمة. أكثر من 60% من سكّان التجمع من الجنسية اللبنانية، بينما يقارب عدد السوريين 35%. تتكوّن غالبية مجتمع حي السلم من الشباب الذين تتراوح أعمارهم بين 16 و35 سنة. كما يقدر حجم الأسرة ما بين 5 و6 أفراد كمعدّل وسطي للأسرة الواحدة.